# أليك ويك
أليك ويك (ولدت في 16 أبريل 1977) عارضة أزياء ومصممة جنوب سودانية بريطانية بدأ حياتها المهنية في سن 18 عاما في عام 1995. تعتبر أحد رموز التأثير على مفهوم الجمال في صناعة الأزياء. وهي من مجموعة الدينكا العرقية في جنوب السودان , لكنها هربت إلى بريطانيا في عام 1991 للهروب من الحرب الأهلية في السودان. في عام 2015 ، تم إدراجها كواحدة من قائمة 100 امرأة على بي بي سي. وهي تعيش حاليا في بروكلين، نيويورك.

## روابط خارجية
- أليك ويك على موقع IMDb (الإنجليزية)
- أليك ويك على موقع قاعدة بيانات الفيلم (الإنجليزية)
- أليك ويك على موقع دليل عارضات الأزياء (الإنجليزية)